# Александар Горчаков
Александар Михаилович Горчаков (15. јул 1798. - 11. март 1883.) је био руски министар спољних послова од 1856. до 1882. године.  

## Биографија
Рођен је у Хапсалу, у Естонској губернији. Школовао се на Царскоселском лицеју, где му је школски друг био песник Александар Пушкин. Стекао је солидно образовање. Говорио је и писао француски језик. Пушкин је предвидео његов успех и описао га у једној од својим песама. По одласку из лицеја, Горчаков је ступио у службу грофа Карла Неселрода. Његова прва дипломатска делатност било је преговарање о браку између велике кнегиње Олге и крунског принца Карла Виртемберга. Неколико година остао је у Штутгарту, као руски амбасадор и поверљиви саветник крунске принцезе. Предсказао је избијање револуционарног духа у Немачкој и Аустрији. Заслужан је за саветовање Фердинанда на абдикацију у корист Фрање Јосифа. Након поновног успостављања Немачке конфедерације (1850), уместо франкфуртског парламента, Горчаков је именован министром дијете. Тада је први пут срео Ота фон Бизмарка, са којим је створио пријатељске односе. 
Цар Никола пребацио је Горчакова у Беч, где је као амбасадор радио у критичном периоду Кримског рата. Горчаков је схватио да су руски планови против Османског царства безнадежни те је саветовао цара да не ствара још узалудних жртава, већ да се прихвати мировних преговора. Присуствовао је Париској мировној конференцији 1856. године, а уздржао се да потпише мировни споразум после грофа Орлова, председника руске делегације. Поштујући његов став, Александар II га је поставио за министра спољних послова уместо Неселрода. 
Предузео је енергичне мере поводом гушења Јануарског устанка у Пољској. Супротставио се великим силама које су захтевале либерализацију поретка у Пољској, што му је донело значајну популарност у Русији. Отпочео је приближавање Пруској. Русија 1863. године даје пристанак за немачку окупацију Холштајна. Русија је остала неутрална у аустријско-пруском сукобу 1866. године. Следеће године Русија и САД склапају споразум о продаји Аљаске, о чему су преговори отпочели још 1854. године, током Кримског рата. Горчаков није био против продаје, али се залагао да се са њом не жури. Након избијања Француско-немачког рата, Русија се залагала за неутралност Аустрије. Горчаков је подржавао Бизмаркову политику у вези "источног питања". Односи Немачке и Русије се кваре 1875. године због немачких планова да обнове рат са Француском. Херцеговачки устанак, Велика источна криза и Руско-турски рат довели су до склапања Санстефанског мира 1878. године и његове ревизије на Берлинском конгресу. Бесарабија је враћена Русији, али Руси ипак нису добили онолико колико су очекивали. Горчаков је дао оставку 1882. године. Умро је у Баден-Бадену. Сахрањен је у породичној гробници у манастиру Стрелна. 